# Far til fire - i stor stil
Far til fire – i stor stil er en dansk familiefilm fra 2006 instrueret af Claus Bjerre og med manuskript af Claus Bjerre og Thomas Glud. Det er den anden i rækken af Far til fire-film fra 2000'erne med Niels Olsen som far, Jess Ingerslev som onkel Anders og Kasper Kesje som Lille Per.

## Medvirkende
- Niels Olsen – far
- Kasper Kesje – Lille Per
- Sidse Mickelborg – Søs
- Kathrine Bremerskov Kaysen – Mie
- Jakob Wilhjelm Poulsen – Ole
- Jess Ingerslev – onkel Anders
- Anette Støvelbæk – fru Sejersen
- Søren Bregendal – Peter
- Sofie Stougaard – Madam von Grissenfeldt
- Johannes Lassen – Ditlev

## Handling
I 'Far til fire - i stor stil' bliver familiens planlagte fredelige ferie til Bornholm spoleret, da ungerne midt på motorvejen får overtalt deres far til at sætte kursen mod Fyn i stedet. Her har onkel Anders nemlig arvet et helt slot. Men for at få lov til at beholde slottet skal han dyste mod den griske familie Grisenfeldt, og så må hele familien hellere hjælpe til. Når der så oven i købet går rygter om, at det spøger på det gamle slot, kan der være nok at tage sig til for familien.